# Birkach am Forst

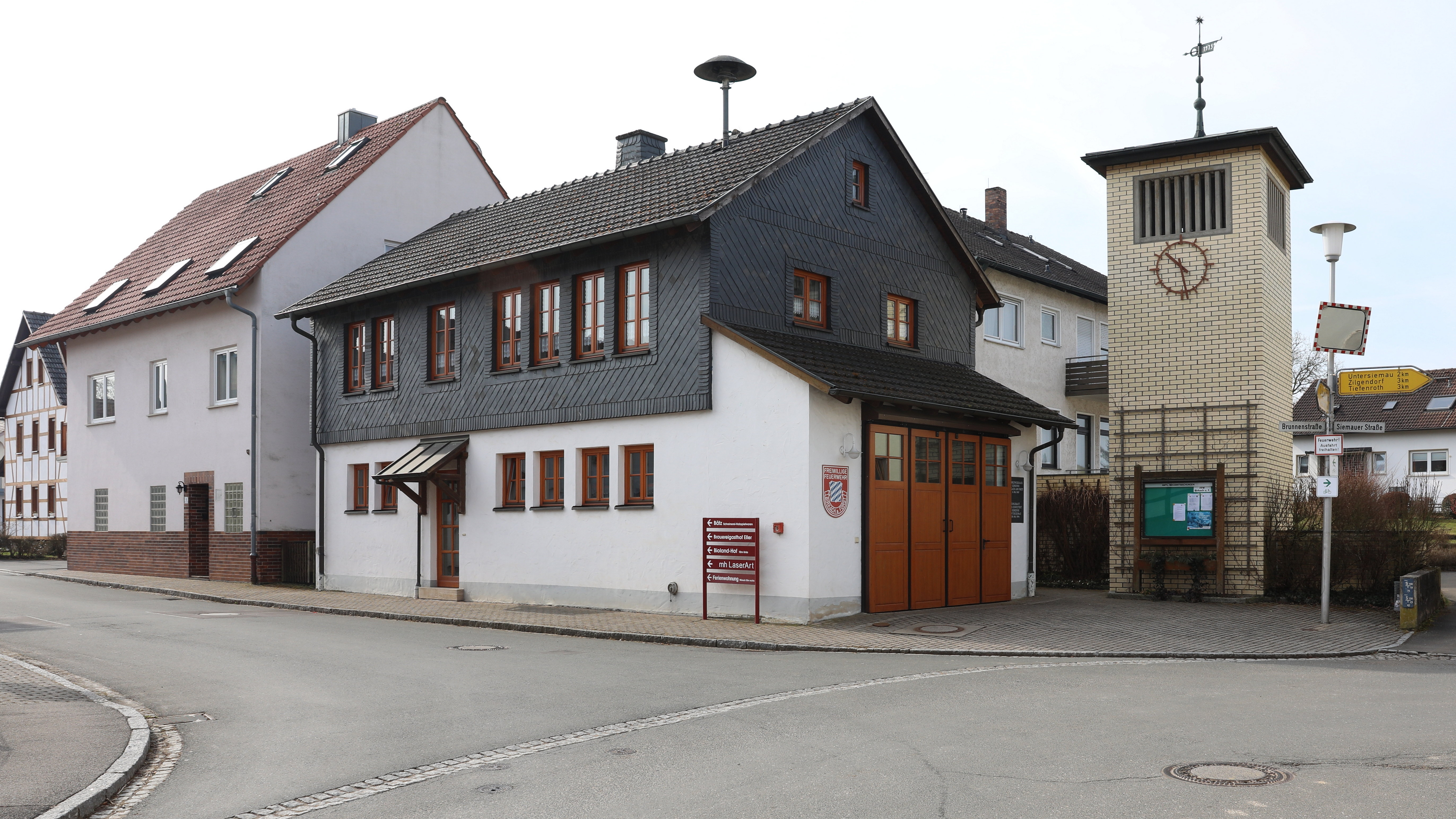
Feuerwehrhaus in Ortsmitte

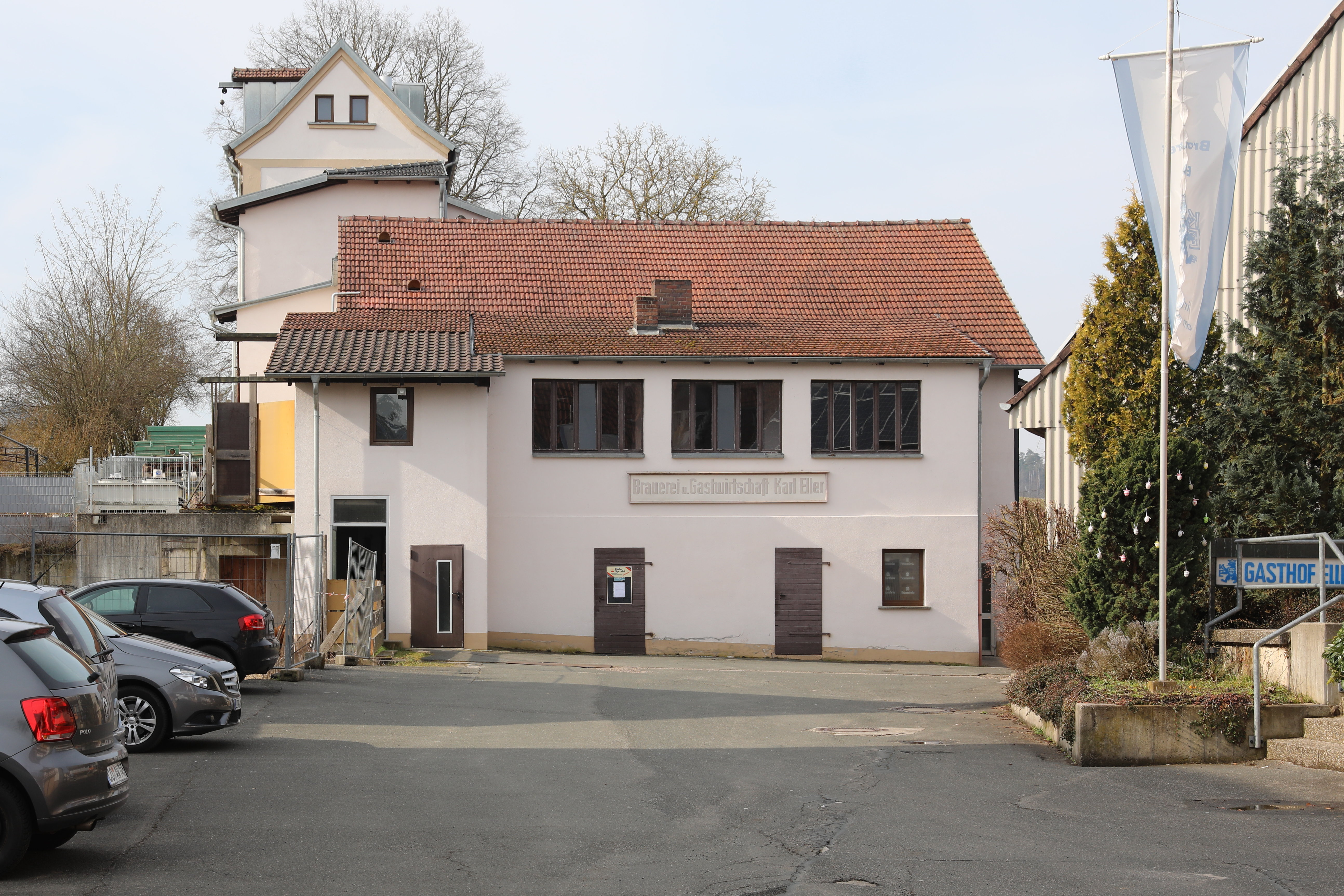
Brauerei Eller

Birkach am Forst (amtlich: Birkach a.Forst) ist ein Gemeindeteil von Untersiemau im Landkreis Coburg in Oberfranken in Bayern. Der Ort hat 227 Einwohner (Stand: 2020).

## Lage
Birkach liegt etwa 1,5 km südöstlich von Untersiemau, dicht am Lichtenfelser Forst. Die umliegenden Ortschaften sind im Norden Obersiemau (1 km), Buch am Forst im Osten (1 km), Tiefenroth im Süden (2 km) sowie Zilgendorf und Großheirath im Südwesten (3 km). Die Bundesstraße 4 ist in 3 km Entfernung von Birkach zu erreichen.

## Geschichte
Birkach wurde 1325 erstmals urkundlich erwähnt. Ein Rittergut mit einem Schloss hatte die Dorfherrschaft. Die Herren von Untersiemau Götz von Schenk und seine Frau Anna stifteten im Jahre 1417 ein Pfarrhaus und Messpfründe in Birkach am Forst.
Die Gemeinde Birkach am Forst wurde am 1. Januar 1978 nach Untersiemau eingemeindet.

## Sehenswertes
- Das in Fachwerk gehaltene Walmdachhaus in der Siemauer Straße 2, das teilweise in deutscher Schablone verschiefert ist und Spuren von Bemalung aufweist, stammt vom Ende des 18. Jahrhunderts und wurde in die Denkmalschutzliste des Landes Bayern aufgenommen.
- In der Ortsmitte befindet sich die Brauerei Eller, eine der zahlreichen oberfränkischen Familienbrauereien. Sie besteht seit 1822 und betreibt auch eine Gaststätte im Ort.[3]

## Vereine und regelmäßige Veranstaltungen
Die Freiwillige Feuerwehr Birkach und der OGV Obersiemau-Birkach sind die örtlichen Vereine. Das Kirchweihfest findet jährlich in der ersten Septemberwoche und das Brunnenfest am dritten Samstag im Juli statt.